# Adiyodiella
Adiyodiella is een geslacht van vliesvleugeligen uit de familie Pteromalidae. De wetenschappelijke naam van dit geslacht is voor het eerst geldig gepubliceerd in 2000 door Priyadarsanan.

## Soorten
Het geslacht Adiyodiella is monotypisch en omvat slechts de volgende soort:
- Adiyodiella valluvanadensis Priyadarsanan, 2000